# Österreichischer Lacrosse Verband
Der Österreichische Lacrosse Verband (ÖLaxV) ist die Dachorganisation der österreichischen Lacrosse-Vereine. Der ÖLaxV wurde 2005 gegründet.
Im Gründungsjahr wurde der ÖLaxV offizielles Mitglied des ELF und assoziiertes Mitglied der Federation of International Lacrosse. Im selben Jahr nahmen die Damen auch bei den Newcomer’s Europameisterschaften in Dänemark teil und erreichten einen 4. Platz. Mittlerweile ist der ÖLaxV vollständiges Mitglied des Weltverbandes FIL (Federation of International Lacrosse).
Bei der Europameisterschaft 2008 in Lahti nahmen sowohl eine Herren- als auch Damenmannschaft teil. Die Damen nahmen im Juni 2009 bei der Weltmeisterschaft in Prag und im Juli 2013 bei der Weltmeisterschaft in Oshawa/Kanada teil. Das Herren-Nationalteam nahm 2010 in Manchester an der WM teil. Neben dem Aufbau der beiden Nationalteams ist es ein Anliegen des ÖLaxV auch eine Jugendmannschaft aufzubauen. Deswegen wird Intercrosse gerade vermehrt in Wiener Schulen vorgestellt und soll in weiterer Folge als Freifach angeboten werden.

## Geschichte
Im Jahr 2001 wurde der erste österreichische Lacrosse Verein, die Salzburg Arizonas gegründet und blieb bis 2003 auch der einzige Verein in Österreich. Als zweiter Verein wurden die Vienna Monarchs gegründet zu denen sich im darauffolgenden Jahr noch eine Wiener Verein, die Vienna Cherokees, gesellte.
Hier wurden die Weichen für eine länderübergreifende Liga gestellt, damit auch Länder mit weniger Vereinen zu regelmäßigen Spielen kamen, die Danube Lacrosse Conference (DLC) wurde 2004 zum ersten Mal mit 3 Teams ausgetragen. Außerdem fand im Mai 2004 die Austrian Lacrosse Open zum ersten Mal statt. 2004 ist auch das Gründungsjahr der Graz Gladiators und der Carinthian Cardinals.
Das Jahr 2005 war eines der ereignisreichsten der österreichischen Lacrosse Geschichte. Lacrosse wurde ins Sportangebot am Wiener Universitätssportinstitut aufgenommen und der Österreichische Lacrosse Verband wurde gegründet. Außerdem fanden die DLC zum 2. Male statt, dieses Mal mit 5 Teams und auch die Austrian Lacrosse Open wurden wieder ausgerichtet.
Im jungen Jahr 2006 wurde in Oberösterreich der nächste österreichische Verein Wels Lions gegründet. Nach der Ausrichtung der 3. Austrian Lacrosse Open wurde auch die 1. Österreichische Lacrosse Meisterschaft im Mai und Juni mit 3 Herren- und 2 Damenteams gespielt. Der Gewinner der Herren- und auch der Damen-Meisterschaft waren die Vienna Cherokees. Damit nicht genug die österreichischen Vereine nahmen auch wieder an der DLC teil, dieses Mal mit 6 Teams.
Bei der 2. Durchführung der österreichischen Lacrosse Meisterschaft nahmen 4 Herren- und 2 Damenteams teil. Der Meister bei den Herren heißt abermals Vienna Cherokees. Die Meisterschaft bei den Damen konnten die Graz Gladiators für sich entscheiden.
2008 wird die österreichische Meisterschaft zum dritten Mal ausgespielt. In der Österreichischen Lacrosse Liga (ÖLL) spielen in diesem Jahr 6 Herren- und 3 Damenmannschaften. Die Vienna Cherokees konnten sich wieder Österreichischer Meister bei den Herren nennen und bei den Damen gewannen zum 2. Mal die Graz Gladiators die Meisterschaft.
2009 fand die Österreichische Liga zum ersten Mal mit der Beteiligung von ausländischen Mannschaften statt. Bei den Herren starteten die Bratislava Bats und die Ljubljana Dragons am Beginn in der Saison mit und die Liga hätte mit 8 Mannschaften gespielt werden sollen. In der ersten Hälfte der Saison stiegen leider die Bratislava Bats und die Carinthian Cardinals aus. Die Vienna Monarchs konnten in einem spannenden Finalspiel gegen die Vienna Cherokees besiegen und sich neuer Österreichischer Herren Meister nennen.
Bei den Damen spielten die Bratislava Trickster mit und die Damenmannschaft der Graz Gladiators dominierten die Saison wieder und konnten sich zum dritten Mal Österreichischer Damen Meister nennen.

## Vorstand
| Position                        | Name                     |
| ------------------------------- | ------------------------ |
| Obfrau                          | Angelika Steiner         |
| Obfrau-Stellvertreter           | Felix Hollmann           |
| Schriftführer                   | Sarah Hedden             |
| Schriftführer-Stellvertreter    | Philipp Salletmayer      |
| Finanzreferentin                | Henning Jahr             |
| Finanzreferentin-Stellvertreter | Kathrina Bierbacher-Voss |

## Liga
Der österreichische Meister wird in der Österreichischen Lacrosse Liga (ÖLL) ausgespielt und die Spiele finden an Game Days statt.
Im Allgemeinen gelten die internationalen Feld-Lacrosse-Regelwerke. Dazu werden einige Regeln und Feldmarkierungen entsprechend der verminderten Spieleranzahl angepasst.
Damen:
- Spielerzahl: 12 pro Team, Minimum: 10
- Spielzeit: 2 × 30 Minuten, 10 Minuten Pause
- Abgeänderte Spielregeln: Sollte eine Mannschaft nicht eine komplette Mannschaft stellen können, besteht die Option mit verminderter Spielerzahl zu spielen. Die Regeln richten sich nach jenen des Internationalen Verbands. Die Anpassung der „Abseitsregel“ vermindert die Anzahl der Angreifer auf 7 im Angriffsdrittel.

Herren:
- Spielerzahl: 10 pro Team
- Spielzeit: 4 × 20 Minuten, 2, 5 und 3 Minuten Pause zwischen den Vierteln
- Abgeänderte Spielregeln: sollte eine Mannschaft nicht eine komplette Mannschaft stellen, besteht die Option mit 7+1 zu spielen, wobei die Mannschaft nicht mehr als 12 Spieler beim Spiel haben darf.

## Österreichische Meister
| Herren | Herren           |
| Jahr   | Verein           |
| ------ | ---------------- |
| 2006   | Vienna Cherokees |
| 2007   | Vienna Cherokees |
| 2008   | Vienna Cherokees |
| 2009   | Vienna Monarchs  |
| 2010   | Vienna Cherokees |
| 2011   | Vienna Monarchs  |
| 2012   | Vienna Monarchs  |
| 2013   | Vienna Monarchs  |
| 2014   | Vienna Monarchs  |
| 2015   | Vienna Monarchs  |
| 2016   | Vienna Monarchs  |

| Damen | Damen            |
| Jahr  | Verein           |
| ----- | ---------------- |
| 2006  | Vienna Cherokees |
| 2007  | Graz Gladiators  |
| 2008  | Graz Gladiators  |
| 2009  | Graz Gladiators  |
| 2010  | Graz Gladiators  |
| 2011  | Vienna Monarchs  |
| 2012  | Graz Gladiators  |
| 2013  | Graz Gladiators  |
| 2014  | Graz Gladiators  |
| 2015  | Vienna Monarchs  |

## Nationalteam
| Nationalmannschaft | Verantwortliche | Trainer       | Assistent        |
| ------------------ | --------------- | ------------- | ---------------- |
| Herren             | Stefan Erber    | Richard Hauer | Christian Arnold |
| Damen              | Daniela Dürr    | Mike Perez    | Richard Hauer    |

Die Damennationalmannschaft nahm bei der Europameisterschaft im August 2008 in Lahti/Finnland und im Juni 2012 in Amsterdam/Niederlande teil. Im Juni 2009 waren sie bei der Weltmeisterschaft in Prag/Tschechien und erreichten den 14. Platz und im Juli 2013 beendeten sie die Weltmeisterschaft in Oshawa/Kanada mit einem 13. Platz.
Die Herrennationalmannschaft nahm bei der Europameisterschaft im August 2008 in Lahti/Finnland teil. Im Juli 2010 erreichten sie bei der Weltmeisterschaft in Manchester/England den 21. Platz. Inzwischen bereitet sich die Herrennationalmannschaft auf das nächste Großereignisse vor – die Weltmeisterschaft 2014 in Denver/USA.
| Herren | Herren                             | Herren |
| Jahr   | Großveranstaltung                  | Platz  |
| ------ | ---------------------------------- | ------ |
| 2008   | Europameisterschaft (Lahti, FIN)   | 15.    |
| 2010   | Weltmeisterschaft (Manchester, UK) | 21.    |
| 2014   | Weltmeisterschaft (Denver, USA)    |        |

| Damen | Damen                                | Damen |
| Jahr  | Großveranstaltung                    | Platz |
| ----- | ------------------------------------ | ----- |
| 2008  | Europameisterschaft (Lahti, FIN)     | 8.    |
| 2009  | Weltmeisterschaft (Prag, CZE)        | 14.   |
| 2012  | Europameisterschaft (Amsterdam, NED) | 10.   |
| 2013  | Weltmeisterschaft (Oshawa, CAN)      | 13.   |